# 曹子乘
谷城殇公曹子乘（?—?），曹操的儿子，母亲是李姬。同母兄弟有曹京、曹整，早薨。太和五年（231年），曹睿追封叔叔曹子乘为谷城公，谥号殇，无后。

## 延伸阅读
[在维基数据编辑]
 《三國志·卷20》，出自陳壽《三國志》